# Alican Kaynar
Alican Kaynar est un marin turc qui participe notamment à l'épreuve de voile des Jeux olympiques en 2012 et 2016.

## Palmarès
En Finn, il se classe 18e aux Jeux olympiques de 2012 et 13e à ceux de 2016.